# 車里雅賓斯克隕石墜落事件
车里雅宾斯克小行星撞击事件（Челябинский метеорит）发生在2013年2月15日叶卡捷琳堡时间（YEKT）上午9時15分（世界标准时间3时15分）左右，地點位于俄罗斯乌拉尔联邦管区车里雅宾斯克市。事件中的火流星进入大气层时直径约15公尺，质量约7千公吨，在天空中留下大约10公里长的轨迹。主要的碎片似乎击中了切巴尔库尔湖。該次事件中有1,491人受伤。大多数受伤是受碎玻璃和建筑震动波及。
这次事件是自1908年通古斯大爆炸以来在地球上发生的最大的空中爆炸，也是首次被大规模即时记录的天体撞击事件——流星的空爆和随后冲击波造成的影响被大量当地的行车记录仪、监控摄像头和照相手机捕捉到，提供了清晰可靠的照相和视频证据。

## 最初的報告
在俄羅斯西部的車里雅賓斯克、斯弗羅夫斯克、巴什科爾托斯坦共和國的秋明和奧倫堡附近地區的民眾都事發時看見天空中有特別明亮的燃燒體。許多錄影顯示火球跨越天際和不久之後傳來的音爆。流星雨的事件發生在叶卡捷琳堡时间9:20，就在車里雅賓斯克的日出後幾分鐘和叶卡捷琳堡的日出前幾分鐘。那時這個物體的亮度似乎比初升的太陽還要明亮，並且稍後NASA也佐證這是一顆比太陽還要亮的火流星。這個物體的影像在進入大氣層不久之後，就由法國的氣象衛星Meteosat 9拍攝到，在車里雅賓斯克的目擊者報告稱空氣中似乎嗅到火藥的味道。

## 事件

### 物體和進入大氣層

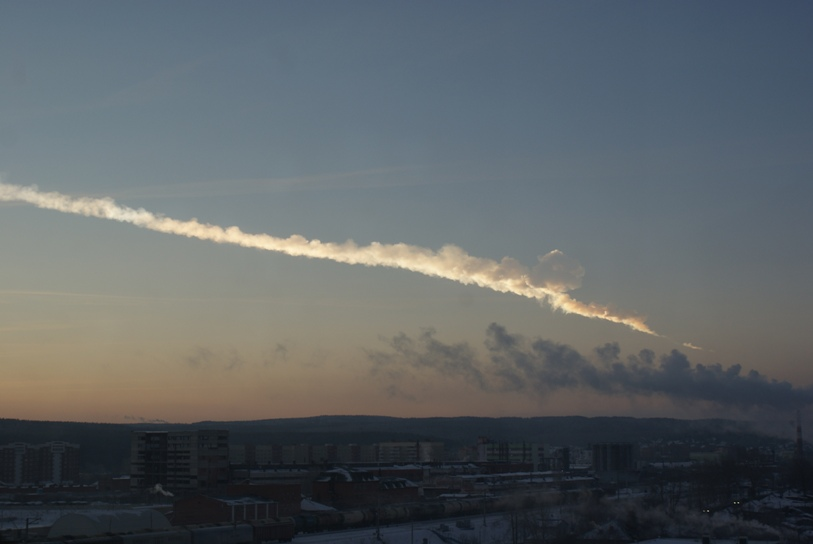
從叶卡捷琳堡看見的景象，距離爆炸的震源大約200 km。

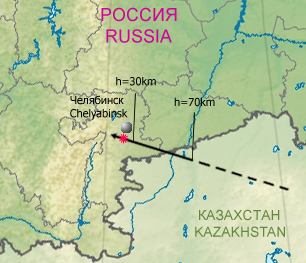
路徑

依據俄羅斯聯邦航天局的報告，初步推測這個被稱為KEF-2013的天體是一顆低軌道的流星，以108,000km/hr (67,000mi/hr或30km/Sec.)的速度移動。依據俄羅斯科學院的報告，流星體以54,000km/hr (33,000mi/hr或15km/Sec.) 的速度進入大氣層。
對這個物體的大小估計，直徑約18米（59英尺）、重量約9,100噸。美国国家航空航天局估計這顆火流星的直徑大約是17（56英尺），它的質量在7000和10000吨之間。NASA估計它釋放的能量相當於50万吨TNT当量，釋放的能量不夠大，尚不足以造成地震的事件。

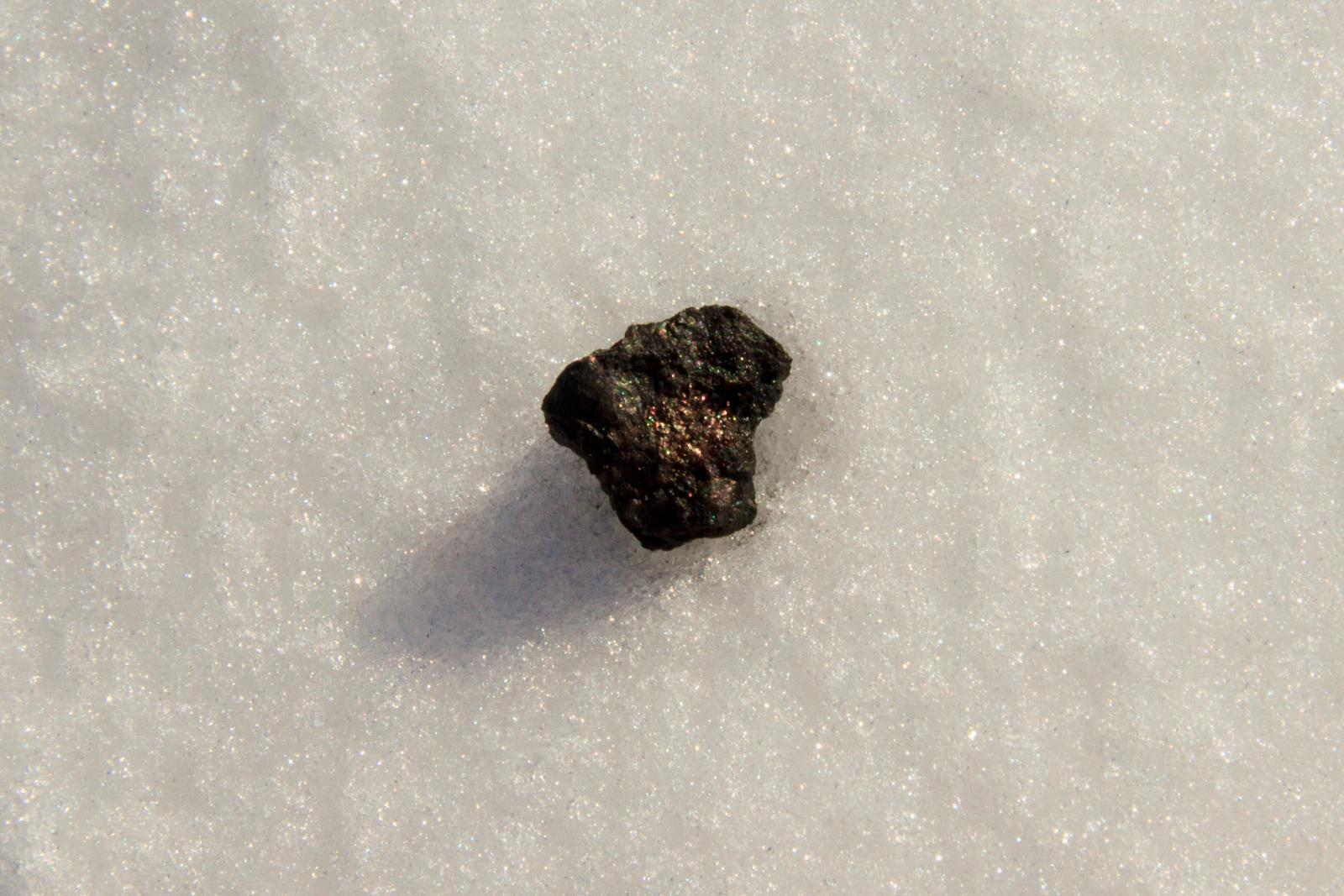
由烏拉爾聯邦大學的科學家在切巴爾庫爾湖發現一個樣本。此物体是車里雅賓斯克隕石的一部分。

俄羅斯地理學會說車里雅賓斯克的隕石造成了三次不同能量的衝擊波。第一次的爆炸最強大，所有的爆炸之前都有歷時約5秒鐘的耀眼閃光。高度預估範圍約在70至30公里，伴隨著的爆炸相當於50萬噸黃色炸藥，同時震源是在車里雅賓斯克南方的叶曼热林斯克和南乌拉尔斯克之間的上空。震波在兩分鐘後才抵達車里雅賓斯克地面。

### 撞擊
据悉，目前已經發現三個撞擊地點，兩個在鄰近的切巴爾庫爾湖區域，另一個在80公里（50英里）遠的西北方，鄰近巴什基里亞和車里雅賓斯克邊界的茲拉托烏斯特。在切巴爾庫爾湖附近的一顆隕石留下了直徑6米（20英呎）的撞擊坑。當地的漁民在凍結的切巴爾庫爾湖發現一個洞孔，可能是撞擊造成的。在哈薩克共和國，處理突發事件的官員說他們在尋找可能降落在哈薩克共和國毗鄰俄羅斯災區阿克糾賓省的兩個不明飛行物。

## 損失和傷害
截至2013年2月15日，在車里雅賓斯克大約有1,491人，包括311名兒童受傷，需要接受醫療照顧。衛生官員說有112人住院，報導說官員認為有2人的傷勢嚴重，多數人都是被玻璃碎片所傷。在爆炸之後，汽車的防盜警報設施和行動電話網路都被中斷。在車里雅賓斯克市中心的辦公大樓進行了人員疏散，學校也停止上課，主要的原因是因為窗戶玻璃的碎裂。在9:22，一所學校和幼稚園的窗戶破裂，造成至少20名孩童受傷。
接下來的事件，車里雅賓斯克省的政府官員要求父母將孩童從學校接回家中。內政部發言人說：一所製鋅廠大約600 m2（6,500 sq ft）的原料倉庫和屋頂在此一事件中倒塌。在車里雅賓斯克，因為當地的溫度僅有−15 °C（5 °F），窗戶被打破的居民都爭先恐後的以任何可用的東西遮蓋破口。
車里雅賓斯克的州長米哈伊尔·瓦列里耶维奇·尤列维奇表示，當局的主要目標是維護這座城市的中央加熱系統。他估計這次事件的損失不會低於10億盧布（大約3,300萬美元）。車里雅賓斯克當局說，公寓家園破碎的窗戶（不包括陽台的玻璃）將由政府出資代為修護。
在這次爆炸中受損的建築物之一是大陸冰球聯盟的车里雅宾斯克拖拉机主競賽場拖拉机冰上竞技场，競賽場地將先關閉進行檢查，安排在這個場地的活動，包括大陸冰球聯盟的季後賽，都將受到影響。
車里雅賓斯克流星雨被認為是自1908年通古斯事件以來最大的隕石襲擊地球事件，並且是此類事件中唯一造成大量傷害的。
- 車里雅賓斯克歌劇院破碎的窗戶。
- 車里雅賓斯克製鋅工廠倒塌的屋頂。
- 從鋼城（馬克尼土哥斯克）行駛的車輛上的行車記錄器拍攝到的影像。
- 从乌拉尔地区卡缅斯克拍摄到的流星空爆瞬间
- 以人造物體为比例，该隕石（中上）與形成巴林傑隕石坑的隕石（左）、霍巴隕鐵大小的比較。

## 撞擊軌道參數
車里雅賓斯克超級火流星的多個影片，特別是來自行車紀錄器相機和交通攝影機，幫助建立了流星的來源為阿波羅小行星。先進的分析技術包括後續的在錄影的白天圖像疊加夜晚星图，以及在幾個網上的影片所顯示的白天的影子向量繪圖。
撞擊小行星的輻射點位於北半球的飛馬座。輻射點靠近東方地平線上的太陽已開始上升。
小行星屬於阿波羅集團的近地小行星，並且是過去近日點（最接近太陽）大約40天，並在小行星帶過遠日點（離太陽最遠的距離）。 獨立幾組的近地小行星派生和對象近地小行星有非常相似的軌道。阿波羅型小行星 2011 EO40是車里雅賓斯克超级火流星的“母體”最有可能的候選者。
| 來源                                       | 遠日點（aphelion）Q | 近日點（perihelion）q | 半長軸 a     | 離心率 e    | 傾角 i | 升交點黃經Ω   | 近心點幅角ω |
| 來源                                       | 天文單位(AU)        | 天文單位(AU)          | 天文單位(AU) |             | (°)    | (°)           | (°)         |
| ------------------------------------------ | ------------------- | --------------------- | ------------ | ----------- | ------ | ------------- | ----------- |
| Lyytinen via Hankey; 美國流星協會          | 2.53                | 0.80                  | 1.66         | 0.52        | 4.05°  | 326.43°       | 116.0°      |
| Zuluaga, Ferrin; ArXiv                     | 2.64                | 0.82                  | 1.73         | 0.51        | 3.45°  | 326.70°       | 120.6°      |
| Borovicka, et al.; 國際天文聯會 3423       | 2.33                | 0.77                  | 1.55         | 0.50        | 3.6°   | 326.41°       | 109.7°      |
| Zuluaga, Ferrin, Geens; arXiv              | 1.816               | 0.716                 | 1.26 ± 0.05  | 0.44 ± 0.03 | 2.984° | 326.5° ± 0.3° | 95.5° ± 2°  |
| Chodas, Chesley; JPL via Sky and Telescope | 2.78                | 0.75                  | 1.73         | 0.57        | 4.2°   |               |             |
| Insan                                      |                     |                       | 1.5          | 0.5         | 3°     |               |             |
| Proud; GPL                                 | 2.23                | 0.71                  | 1.47         | 0.52        | 4.61°  | 326.53°       | 96.58°      |
| de la Fuente Marcos; MNRAS: Letters        | 2.48                | 0.76                  | 1.62         | 0.53        | 3.82°  | 326.41°       | 109.44°     |

## 反應
俄罗斯总理梅德韦杰夫证实了本次隕石撞击俄罗斯，并表示它证明了“整个地球”容易受到隕石袭击，有必要建立一个应对系统以在未来类似事件中保护地球。
该事件被称为“空爆”，隕石在其通过大气层时发生爆炸。
事件发生后，许多由行車紀錄器無意間攝得的陨石影像，被大量上傳至網路。

## 巧合的小行星接近
初步的計算表明此一事件和在2月15日以大約27,700公里接近地球的小行星2012 DA14無關。車里雅賓斯克流星是由北向南移動的，與2012 DA14反向。  
這群流星在2012 DA14最接近之前16小時抵達地球，它的大小比以往曾預測過的“最接近天體”都要小。起初，天文學家的意見並不一致，菲尔·普莱特認為它們是不相干的，因為兩者相距50萬公里，而且似乎運行在不同的方向上。初步分析來自網站上的照片後，芬蘭北部奧盧大學地球物理天文台的科學家得到的結論是這兩顆天体的運動軌跡非常不同。澳洲天文台的西蒙·奧圖也說不可能有所關聯，列昂尼德·叶列宁也同意流星雨和這顆小行星無關，科廷大學的菲爾·布蘭德說這只能算是一次巧合。阿姆斯特丹大學的Marco Langbroek指出類似2012 DA14軌道的碎片不可能從北緯55度的高緯度進入地球的大氣層：這些碎片接近的方向和能觀測的地區應該在北緯55度背對的那一側。NASA也發表聲明說2012 DA14和發生在俄羅斯上空的流星體爆炸事件無關，這兩個天體的運動軌跡「完全不同」。
雖然已經認定與2012 DA14毫無關聯，科學家仍舊繼續研究來自這段時間的其他相關報告。

## 参看
- B612基金會
- 通古斯大爆炸
- 1490年庆阳事件
- 撞擊事件
- 流星串
- 潛在威脅天體
- 近地天体
- 杜林危險指數（Torino scale）